# Контич, Радое
Радое Контич (серб. Радоје Контић; род. 31 мая 1937, Никшич) — черногорский политик и технолог, премьер-министр Союзной Республики Югославия с 1993 по 1998 год.

## Биография
Радое Контич был последним председателем Исполнительного совета Социалистической Республики Черногория с 1989 по 1991 год — должность, которую он получил, оседлав волну антибюрократического путча в Черногории в январе 1989 года. Он также занимал пост премьер-министра Югославии с 9 февраля 1993 по 19 мая 1998 года, когда проиграл вотум недоверия. Он был членом Лиги коммунистов Черногории, а позже членом Демократической партии социалистов Черногории.
Как и многие другие представители технократически настроенного второго поколения югославских коммунистов, Контич пришёл в политику, занимая руководящие должности в государственных компаниях. В конкретном случае Контич продвигался по карьерной политической лестнице на сталелитейном заводе в Никшиче в конце 1960-х и 1970-х годах. Наконец, в 1978 году стал членом Исполнительного совета СР Черногории, тем самым полностью посвятив себя политике.